# 石胡荽
石胡荽（学名：Centipeda minima），英文名稱：），別稱鵝不食草、雞腸草、沙飛草、 球子草、 散星草、杜網草、 白珠子草、砂藥草、翳子草、蚊子草、小龍牙草、吐金草(台灣)、豬屎草、豬屎潺、霧水沙、貓沙、食胡荽、野園荽、野芫荽、地芫荽、地胡椒、山胡椒、二郎劍、二郎戟、三節劍、三牙鑽、大救駕、小救駕、通天竅、地楊梅、連地稗、滿天星、小拳頭、鐵拳頭及白地茜等，為菊科石胡荽属的植物。分布于马来西亚、日本、朝鲜、印度、大洋洲以及中国大陆的华北、东北、华东、华中、华南、西南等地，生长于海拔100米至1,900米的地区，多長於田野、陰濕草地及路旁荒野之上，目前尚未由人工引种栽培。模式種採自於亞洲。花果期4－11月，各地略有不同。

## 形態
石胡荽是一年生草本植物。莖鋪散多分枝，纖細，基部匍匐狀，無毛或微披蛛絲狀毛，著地後易生根，高約5－20厘米。倒卵状椭圆形的叶子互生，頂端鈍，基部楔型，上部邊緣具2－3不規則的疏齒，无柄，表面無毛，背面微披蛛絲狀毛及腺點，葉脈稍為凸起，長約7－20毫米，寬約3－5 毫米。
花為頭狀花序，細小，扁球形，單生於葉腋，直徑約3－4毫米；無花序梗或極短，與葉對生；總苞半球形；總苞片橢圓狀披針形，綠色，2層，邊緣透明膜質，外層較內層大；花托平坦，無托片；花雜性，筒狀，黃綠或淡黃色；雌花位於頭狀花序的外圍，數量較多，花冠細管狀，淡綠黃色，多層，頂端2－3微裂，長約0.2毫米；兩性花位於頭狀花序的中央，數量較少，花冠管狀，淡紫紅色，頂端4深裂，下部有明顯的狹管，長約0.5毫米；雄蕊4枚，花柱裂片短，鈍或截形。果為瘦果，圓柱形或橢圓形，具4棱，棱上有長毛，無冠狀冠毛或具鱗片狀冠毛，長約1毫米。

## 藥用
石胡荽的乾燥全草入藥。中藥名為鵝不食草，味辛，性溫，歸肺、肝經，藥材主產於浙江、湖北、江蘇、廣東等地。有祛風通竊、解毒消腫、止咳、平喘、抑菌、抗炎、抗癌、抗敏、保肝等之功效，可治感冒、咳嗽、哮喘、頭痛、鼻炎、鼻淵、鼻息肉、喉痹、耳聾、瘧疾、痢疾、腫毒、疥癬、跌打損傷、風濕痹痛等。現代臨床應用於感冒、慢性氣管炎、慢性腸胃炎、急慢性鼻炎、過敏性鼻炎、萎縮性鼻炎、關節炎、急性結膜炎、角膜炎、角膜翳、偏頭痛、支氣管哮喘、百日咳、鵝口瘡、雞眼、膀胱結石、小兒疳積及跌打損傷等病症，脾胃虛弱者慎用，孕婦則忌用。

### 藥材鑑定
本種乾燥全草，於9－11月開花結果時採挖全草，生用或於去淨雜質後曬乾；全草淡黃色，扭纏成團狀；莖幼細質脆，斷面黃白色；葉表面棕褐或灰綠色，邊緣具不規則的疏齒，多為皺縮或破碎，完整者展開後則呈匙形；花黃或黃褐色，頭狀花序。氣微香，久聞有刺激感。本品種載錄於《中國藥典》2005年版，定為中藥鵝不食草的法定原植物來源種，主要透過性狀、組織粉末、總灰分等鑒別資料，以控制藥材的質量。

### 化學成份
全草主要含三萜類、三萜皂苷類、糖苷類、甾醇類、倍半萜內酯類、酰胺類化合物、黃酮類、茋類、酯類等化學成分組成。

## 外部連結
[在维基数据编辑]
 《欽定古今圖書集成·博物彙編·草木典·石胡荽部》，出自陈梦雷《古今圖書集成》
 《植物名實圖考·石胡荽》，出自吳其濬《植物名實圖考》
- . 藥用植物圖像數據庫 (香港浸會大學中醫藥學院).   [November 18, 2011].
- 鵝不食草 E Bu Shi Cao（页面存档备份，存于） 中藥標本數據庫 (香港浸會大學中醫藥學院) （繁體中文）（英文）
- 石胡荽物種相冊中國自然標本館
- 生物地理網[永久]
- （简体中文）中国数字植物标本馆中的相关内容：石胡荽